# Myriam Hernández (álbum)
Myriam Hernández es el título del álbum debut de estudio homónimo grabado por la cantautora chilena Myriam Hernández. Fue lanzado al mercado por la empresa discográfica EMI Latin el 20 de noviembre de 1988 y marcó el inicio de la trayectoria de la artista.

## Antecedentes y grabación
En mayo de 1982, Hernández participa en el segmento Ranking Juvenil del programa Sábado Gigante con tan sólo diecisiete años. Se convirtió en la participante más votada del espacio. Cinco años más tarde grabó una canción para la telenovela chilena La última cruz (1987).
La grabación de Myriam Hernández comenzó a inicios de 1988 y se prolongó por poco más de cinco meses. Las canciones fueron compuestas por Gogo Muñoz, Juan Carlos Duque, Nano Prado, John Elliot, Ignacio Loyola e I. Simonds. Myriam Hernández escribió la canción "No pienso enamorarme otra vez". 

## Premios y reconocimientos
Poco después de su lanzamiento en 1988, el álbum logró disco de oro en Chile con más de 125.000 copias vendidas.
En julio de 1989, logró cuádruple disco de platino, mientras que en octubre de ese mismo año la lista Hot Latin Songs de la revista Billboard registró su primera canción: «El hombre que yo amo».
El álbum ocupó las listas de los álbumes más vendidos de Latinoamérica durante fines de 1989 e inicios de 1990.
Por su parte, la Asociación de Periodistas de Espectáculos de Chile (APES) le otorgó a Myriam el premio a Mejor Intérprete Femenina y a Mejor Producción Discográfica del Año.
Gracias a estos reconocimientos, Myriam se convirtió en una de las voces femeninas más reconocida de la escena romántica y la prensa latinoamericana la llamaba Baladista de América.

## Lista de canciones
| Myriam Hernández |                                 |                          |               |          |  |
| N.º              | Título                          | Escritor(es)             | Productor(es) | Duración |  |
| 1.               | «El hombre que yo amo»          | Gogo Muñoz               |               | 3:33     |  |
| 2.               | «Quiero saber»                  | Juan Carlos Duque        |               | 3:22     |  |
| 3.               | «Ay amor»                       | Nano Prado · John Eliott |               | 4:27     |  |
| 4.               | «Sin querer»                    | Ignacio Loyola           |               | 3:35     |  |
| 5.               | «Has dado en el blanco»         | I. Simonds               |               | 3:07     |  |
| 6.               | «No pienso enamorarme otra vez» | Myriam Hernández         |               | 2:30     |  |
| 7.               | «Corazón desorientado»          | Gogo Muñoz               |               | 3:09     |  |
| 8.               | «No es preciso»                 | Ignacio Loyola           |               | 3:44     |  |
| 9.               | «Quiero cantarle al amor»       | Juan Carlos Duque        |               | 3:14     |  |
| 10.              | «Eres»                          | Gogo Muñoz               |               | 3:54     |  |